# Kefar Darom
Kefar Darom (hebreu: כְּפַר דָּרוֹם‎, ‘Vila del Sud’) fou un quibuts israelià a la franja de Gaza. Va agafar el nom de la històrica Daroma esmentada al Talmud. Les terres foren comprades el 1930 per Tuvia Miller que el 1946 les va vendre al Fons Nacional Jueu i es va formar el quibuts el 5/6 d'octubre de 1946 sota direcció del moviment dels quibuts de ha-Poel ha-Mizrahí com a part del projecte dels 11 punts del Nègueb. El 1948 la comunitat fou abandonada després de tres mesos de setge pels egipcis. Després de l'ocupació jueva del 1967 de la franja de Gaza, es va establir al lloc una posició militar (1970) i el 1989 va esdevenir comunitat civil. Quan es va decidir evacuar la franja de Gaza hi vivien 330 colons jueus. La comunitat fou forçada a sortir el 18 d'agost de 2005 i els colons van presentar aferrissada resistència amb suport d'altres colons extremistes. 250 colons foren arrestats i portats a la presó de Dekel, sent alliberats al cap de pocs dies. Els palestins van destruir la sinagoga en els dies següents.